# Albert Büttner (Unternehmer)
Albert Büttner (* 23. April 1879 in Rückersdorf; † 4. November 1949 in Rupprechtstegen) war ein deutscher Erfinder und Unternehmer. Er war der Erfinder des Schuko-Steckers.

Das heutige Logo der ABL GmbH. ABL steht für „Albert Büttner Lauf“

Wechselstrom-Ladesaäule für Elektroautos von ABL

## Leben
Büttner, Sohn eines Gastwirts, begann seine unternehmerische Laufbahn mit einem Handelsgeschäft für elektronische Kleinteile und Fahrräder. 1923 gründete er in Lauf an der Pegnitz dann die Bayerische Elektrozubehör AG (bis 31. Dezember 2021 ABL Sursum Bayerische Elektrozubehör GmbH & Co. KG, danach ABL GmbH),  In dem Unternehmen war auch sein späterer Schwiegersohn Harald Arthur Poensgen beschäftigt. Zusammen mit Georg Stettner gründete er das Steatitwerk Stettner & Co. Letzteres war eines von mehreren Unternehmen vor Ort, welche die Steatit-Vorkommen der Umgebung für die Herstellung von Isolierkeramik für die Elektroindustrie nutzten.
1925 präsentierte er auf der Leipziger Herbstmesse den von ihm erfundenen Schuko-Stecker (Schutzkontaktstecker), der 1930  als „Stecker mit Erdungseinrichtung“ patentiert wurde.
Im hundertsten Jahr ihres Bestehens musste ABL am 26. Juni 2023 Insolvenz anmelden. In der Folge wurde das Unternehmen im gleichen Jahr von der Spanischen Wallbox Chargers übernommen, wird jedoch rechtlich eigenständig weitergeführt. Auch die Marke ABL blieb erhalten.

## Ehrungen
2015 wurde der Ottensooser Weg in Lauf, an dem sich der Sitz des Unternehmens befindet, zu Ehren des Erfinders und Unternehmensgründers in Albert-Büttner-Straße umbenannt.